# Петрик Микита Олексійович
Микита Олексійович Петрик (1905 — 1981) — український радянський партійний діяч, 2-й секретар Чернігівського і Станіславського обкомів КП(б)У.

## Біографія
Член ВКП(б) з 1928 року.
У 1937—1938 роках — інструктор відділу пропаганди і агітації ЦК КП(б)У, інструктор відділу керівних партійних органів Чернігівського обласного комітету КП(б)У. У 1938—1939 роках — завідувач відділу пропаганди і агітації Чернігівського обласного комітету КП(б)У.
У лютому 1939 — 10 вересня 1940 року — секретар Чернігівського обласного комітету КП(б)У із пропаганди.
10 вересня 1940 — 1941 року — 2-й секретар Чернігівського обласного комітету КП(б)У.
Учасник німецько-радянської війни з 1941 року. У 1941—1943 роках — начальник політичного відділу будівельного управління армії; старший помічник начальника відділу кадрів Українського штабу партизанського руху; начальник відділу політичної пропаганди партизанського з'єднання.
У 1943 — травні 1944 року — 2-й секретар Чернігівського обласного комітету КП(б)У.
У травні 1944 — листопаді 1946 року — 2-й секретар Станіславського обласного комітету КП(б)У.
У листопаді 1946—1949 роках — слухач Вищої партійної школи при ЦК ВКП(б) у Москві.
У вересні 1949 — вересні 1952 року — 2-й секретар Станіславського обласного комітету КП(б)У.
У вересні 1952—1963 роках — секретар Тернопільського обласного комітету КПУ.
З 1963 року — персональний пенсіонер.

## Нагороди
- орден Трудового Червоного Прапора (26.02.1958)
- ордени
- медалі
- Почесна грамота Президії Верховної Ради Української РСР (6.11.1964)